# Cadència de tir

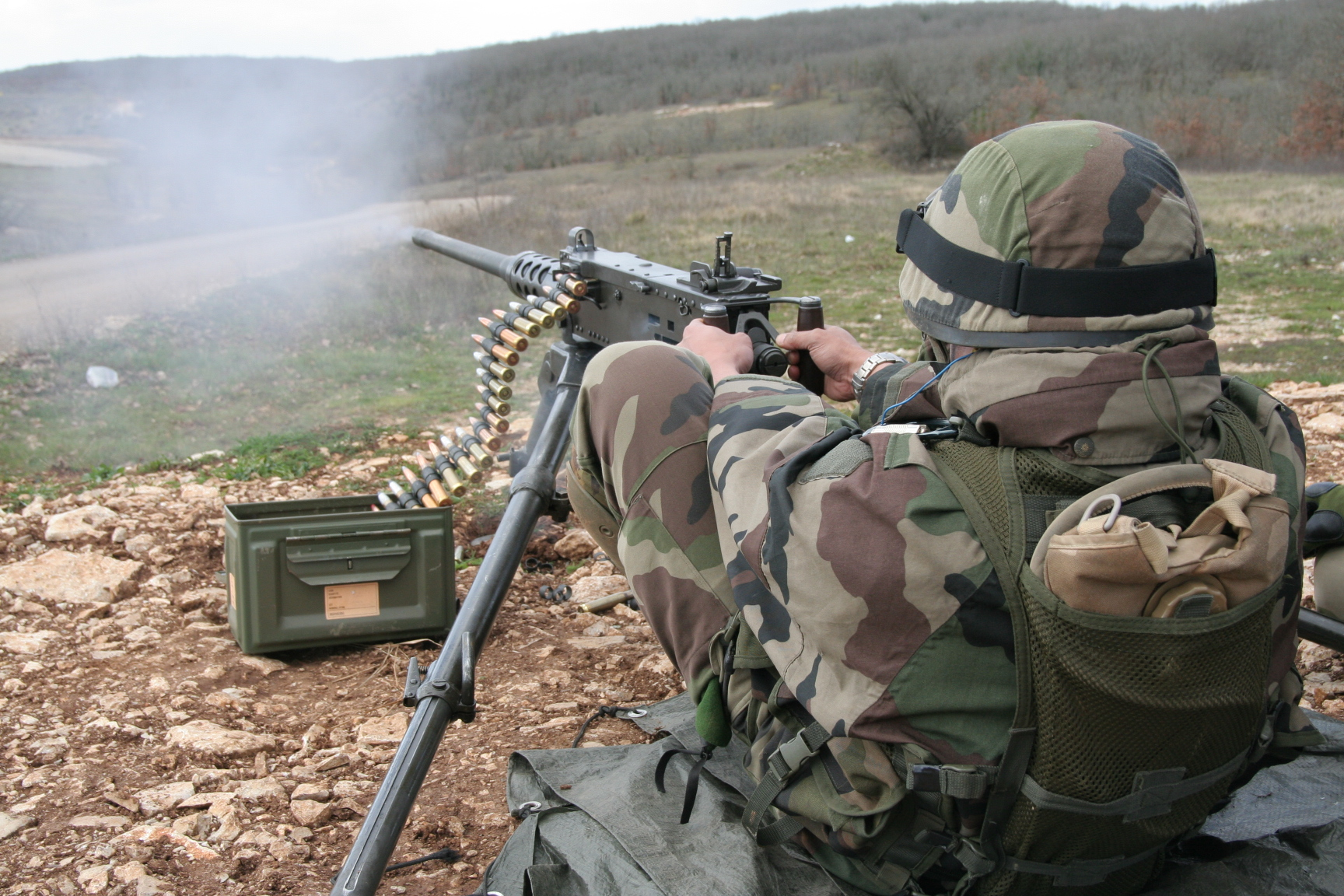
Exemple d'una metralladora pesada, Browning M2HB (calibre .50), amb una cadència de tir de 485-635 trets/minut.

La cadència de tir o de tret és la freqüència a la qual una arma és capaç de dispara els seus projectils. Habitualment es comptabilitza en trets per minut (trets/minuts o TPM) o per segon (trets/segon). Les armes amb major cadència de tir són capaces de dispara més ràfegues per unitat de temps i són útils per a realitzar foc de supressió o impactar en objectius ràpids (com vehicles, aeronaus o soldats en moviment).
Hi ha armes de foc dissenyades per a tenir una alta cadència de tir com ara les metralladores i els canons automàtics. Tot i això el nombre de trets es veu limitat per l'alimentació dels cartutxos segons la mida del carregador i també en funció del desgast del canó (a causa del sobreescalfament); així doncs a la pràctica s'acostumen a realitzar ràfegues curtes de pocs segons com a màxim.

## Exemples de cadència de tir
| Arma               | Cadència            |
| ------------------ | ------------------- |
| Heckler & Koch MP5 | 700-800 trets/minut |
| FN FAL             | 650 trets/minut     |
| Fusell M16         | 800-850 trets/minut |
| AK-47              | 650 trets/minut     |